# أغنيس باكستر
أغنيس باكستر (بالإنجليزية: Agnes Sime Baxter) (و. 1870 – 1917 م) هي رياضياتية كندية، ولدت في هاليفاكس، توفيت في كولومبيا، ميزوري، عن عمر يناهز 47 عاماً.

## التعليم
تعلمت في جامعة كورنيل (حتى 1895)، وتعلمت في جامعة دالهاوسي (حتى 1891)
.